# Veteransko društvo Sever
Veteransko društvo Sever (krajše ime: Združenje Sever) je prostovoljno, nepolitično in domoljubno združenje policijskih veteranskih društev Sever. Združuje pripadnike policije in druge (civilne) državljane Republike Slovenije, ki so aktivno sodelovali pri demokratizaciji Slovenije in/ali slovenski osamosvojitveni vojni. 

## Poslanstvo
Zveza policijskih veteranskih društev Sever je prostovoljno, nepolitično in domoljubno združenje policijskih veteranskih društev Sever, katerih člani so kot pripadniki organov za notranje zadeve Republike Slovenije ali kot prostovoljci sodelovali z organi za notranje zadeve pri aktivnostih za zaščito demokratičnih procesov v Sloveniji ali pa so s svojimi aktivnostmi sodelovali v vojni za osamosvojitev Republike Slovenije. 

## Razsežnost
Združenje Sever je bilo ustanovljeno leta 1994 kot enovito društvo za območje cele države in se leta 1998 preoblikovalo v zvezo društev. 
V Združenje Sever je povezanih 12 policijskih veteranskih društev Sever, ki pokrivajo celoten teritorij Slovenije in vključujejo preko 6500 članov. 
V register članov Združenja Sever so vpisana naslednja policijska veteranska društva: za celjsko območje, Posavje, Primorsko in Notranjsko, Gorenjsko, Ljubljano, Maribor, Pomurje, Primorsko, Dolenjsko in Belo Krajino, Koroško,  Zasavje in specialno enoto. 

## Akcija Sever
Spominski dan združenja je prvi december, kot spomin na leto 1989, ko so pripadniki tedanjih slovenskih policijskih sil preprečili prihod več stotim Miloševićevim podpornikom z avtobusi iz Srbije v Ljubljano 1. decembra 1989 na "miting resnice", kjer naj bi rušili tedanjo oblast, ker je - enotno, skupaj s slovensko demokratično opozicijo - nasprotovala srbski centralistični politiki. S tem so bili zaščiteni nadaljnji slovenski koraki k osamosvojitvi in demokratizaciji Slovenije, omogočene razmere za svobodne demokratične volitve ter nastanek samostojne in neodvisne države Slovenije.